# Acrobat (chanson)
 (juin 2019).
Pour les articles homonymes, voir Acrobat.
Albums de U2
Rattle and Hum
(1988) Zooropa
(1993)
Pistes de Achtung Baby
Ultraviolet (Light My Way)
(10) Love Is Blindness
(12)
Acrobat est une chanson de genre rock alternatif du groupe irlandais U2, placée en onzième piste sur l'album Achtung Baby, sorti en 1991. C'est un titre sombre, dur, porté par un riff de guitare parmi les meilleurs de The Edge et des paroles torturées dans lesquelles Bono dévoile ses propres faiblesses et contradictions. Les thèmes développés dans la chanson font référence à l'hypocrisie, l'aliénation et la confusion morale. Pendant longtemps, c'est le seul morceau d'Achtung Baby à n'avoir pas été chanté en concert. Il a été interprété en live pour la première fois en 2018, lors de l'Experience + Innocence Tour et ce, à 61 reprises. 